# Sportåret 1983

## Händelser

### Amerikansk fotboll
- Washington Redskins besegrar Miami Dolphins med 27 – 17  i Super Bowl XVII. (Final för 1982).

#### NFL:s slutspel för 1983
Detta år var ordningen återställd inför slutspelet, varvid de tre divisionssegrarna och två ”Wild Cards” möttes i respektive Conference.

##### NFC (National Football Conference)
- - Lagen seedades enligt följande
- 1 Washington Redskins
- 2 San Francisco 49ers
- 3 Detroit Lions
- 4 Dallas Cowboys (Wild Card)
- 5 Los Angeles Rams
  - Omgång I (Wild Cards)
- Los Angeles Rams besegrar Dallas Cowboys med 24 - 17

- - Omgång II
- San Francisco 49ers besegrar Detroit Lions med 24 – 23
- Washington Redskins besegrar Los Angeles Rams med 51 - 7

- -     - Omgång III
- Washington Redskins besegrar San Francisco 49ers med 24 - 21 i NFC-finalen

##### AFC (American Football Conference)
- - Lagen seedades enligt följande
- 1 Los Angeles Raiders
- 2 Miami Dolphins
- 3 Pittsburgh Steelers
- 4 Seattle Seahawks
- 5 Denver Broncos

- - Omgång I (Wild Cards)
- Seattle Seahawks besegrar Denver Broncos med 31 - 7

- - Omgång II
- Seattle Seahawks besegrar Miami Dolphins med 27 - 20
- Los Angeles Raiders besegrar Pittsburgh Steelers med 38 - 10

- -     - Omgång III
- Los Angeles Raiders besegrar Seattle Seahawks med 30 - 14 i AFC-finalen

### Bandy
- 20 februari -  Sverige vinner världsmästerskapet i Finland genom att besegra Sovjet med 9-3 i finalen.[1]
- 19 mars - IK Göta blir svenska dammästare genom att finalslå IF Boltic med 5-2 på Söderstadion i Stockholm.[2]
- 20 mars - IF Boltic blir svenska herrmästare genom att finalslå Villa Lidköping med 5-0 i förlängning efter 0-0 i ordinarie speltid på Söderstadion i Stockholm.[3][4]
- 6 juli - Kanada inträder i Internationella bandyförbundet.[5]

### Baseboll
- 16 oktober - American League-mästarna Baltimore Orioles vinner World Series med 4-1 i matcher över National League-mästarna Philadelphia Phillies.[6]

### Basket
- 27 mars - Alvik BK blir svenska herrmästare.[7]
- 31 maj - Philadelphia 76ers vinner NBA-finalserien mot Los Angeles Lakers.[8]
- 4 juni - Italien vinner herrarnas Europamästerskap genom att finalslå Spanien med 105-96 i Nantes.[9]
- 6 augusti - Sovjet blir damvärldsmästare i São Paulo genom att finalslå USA med 84-82.[10]
- 18 september - Sovjet vinner damernas Europamästerskap genom att finalslå Bulgarien med 81-70 i Ungern.[11]
- Södertälje BBK blir svenska dammästare.

### Bordshockey
- 16 april - Första SM[12] i bordshockey inleds i Upplands Väsby med 393 deltagare. Stig Ankardal / Goteborgs HSS tog individuellt guld. Till 17 april.

### Bowling
- Lena Sulkanen, Sverige vinner två individuella guld och ett lagguld vid VM i bowling i Caracas.

### Boxning
- 27 mars - 33-årige WBC-mästaren Larry Holmes, USA försvarar titeln genom att besegra 31-årige Lucien Rodriguez, Frankrike.[7]
- 8 april - Anders Eklund, Sverige besegrar Felipe Rodriguez, Spanien på poäng efter sex ronder i KB-hallen i Köpenhamn.[7]
- 10 september - WBC-mästaren Larry Holmes, USA försvarar titeln genom att besegra 25-årige Scott Frank, USA.[7]
- 23 september - Gerrie Coetzee, Sydafrika vinner WBA-titeln genom att besegra Michael Dokes, USA i Richfield, Ohio.[7]
- 13 oktober - Anders Eklund, Sverige besegrar Noel Quarles, Storbritannien i London.[7]

### Bordtennis
- 28 april-9 maj - Världsmästerskapen avgörs i Tokyo.[7]
- 1-4 december - SOC avgörs i Göteborg.[7]

### Brottning
- 22-24 april - Europamästerskapen i grekisk-romersk stil avgörs i Budapest.[7]

### Curling
- 10 december - Sverige vinner Europamästerskapet för damer i  Västerås genom att finalslå Norge med 4-3.[7]
- Kanada vinner världsmästerskapet för herrar i Regina före Västtyskland och Norge.[7]
- Schweiz vinner världsmästerskapet för damer i Moose Jaw före Norge och Kanada.[7]

### Cykel
- 22 juni - Tommy Prim, Sverige vinner Postgirot Open.[7]
- 24 juli - Laurent Fignon, Frankrike vinner Tour de France.[7]
- 3 september - Marianne Berglund, Sverige vinner damernas landsvägslopp vid världsmästerskapen i Altenrhein.[7]

- Greg LeMond, USA vinner herrarnas landsvägslopp i VM.
- Giuseppe Saronni, Italien vinner Giro d'Italia
- Bernard Hinault, Frankrike vinner Vuelta a España

### Fotboll
- 11 maj - Aberdeen FC vinner Europeiska cupvinnarcupen genom att besegra Real Madrid med 2–1 i finalen på Nya Ullevi i Göteborg.[13]
- 18 maj - RSC Anderlecht vinner Uefacupen genom att besegra SL Benfica i finalerna.[13]
- 25 maj - Hamburger SV vinner Europacupen genom att besegra Juventus FC med 1–0 i finalen på Olympiastadion i Aten.[13]
- 26 maj - Manchester United FC vinner FA-cup-omspelsfinalen mot Brighton FC med 4-0 på Wembley Stadium.[14]
- 19 juni – IFK Göteborg vinner Svenska cupen för herrar genom att finalslå Hammarby IF med 1-0 efter förlängning i Solna.[15]
- 11 september - Sunnanå SK vinner Svenska cupen för damer genom att finalslå Hammarby IF med 2-0.[16][17]
- 4 november – Uruguay vinner Copa América genom att i avgörande finalen mot Brasilien spela 1-1 i Salvador, och totalt vinna finalserien efter seger med 2-0 i Montevideo den 27 oktober.[18]
- Okänt datum – Michel Platini, Frankrike, utses till Årets spelare i Europa.
- Okänt datum – Sócrates, Brasilien, utses till Årets spelare i Sydamerika.
- Okänt datum – Mahmmoud al-Khatib, Egypten, utses till Årets spelare i Afrika.

#### Ligasegrare / resp. lands mästare
- Belgien - Standard Liège
- England - Liverpool FC
- Frankrike - FC Nantes Atlantique
- Italien - AS Roma
- Nederländerna – AFC Ajax
- Skottland - Dundee United FC
- Portugal – SL Benfica
- Spanien - Athletic Club Bilbao
- Sverige - IFK Göteborg
- Västtyskland - Hamburger SV

### Friidrott
- 3 februari - Svenska kortdistanslöperskan Linda Haglund gör comeback efter 18 månaders avstängning.[7]
- 4 juni - Hugh Jones, Storbritannien vinner herrklassen i Stockholm Marathon medan Tuulike Räisänen, Sverige vinner damklassen.[7]
- 5 juni - Jürgen Hingsen, Västtyskland noterar vid tävlingar i Berndhausen nytt världsrekord i tiokamp för herrar, då han noteras för 8 777 poäng.[7]
- 11-12 juni - Svenska stafettmästerskapen avgörs i Värnamo.[7]
- 4 juli - På 2 300 meters höjd i Colorado Springs springer 22-årige Calvin Smith, USA springer 100 meter för herrar på nya världsrekordtiden 9.93 sekunder, medan 26-åriga Evelyn Ashford springer samma distans för damer på 10.79 sekunder.[7]
- 7-14 augusti - De första gemensamma världsmästerskapen i friidrott anordnas av IAAF i Helsingfors Finland.[7]
- 20-21 augusti - Europacupen avgörs i London, och Östtyskland vinner såväl herr- som damklassen.[7]
- 26 augusti - Tamara Bykova, Bulgarien noterar nytt damvärldsrekord i höjdhopp då hon hoppar 2.04 meter i Pisa.[7]
- 3-4 september - Finnkampen avgörs på Stockholms stadion. Finland vinner herrkampen med 234-176, medan Sverige vinner damkampen med 83-74.[7]
- 4 september - Steve Ovett, Storbritannien noterar nytt herrvärldsrekord då han springer 1 500 meter på 3.30.17 minuter i Rieti.[7]
- 22 september - Zhu Jianhua, Kina noterar nytt herrvärldsrekord i höjdhopp med 2,38 meter i Shanghai[7]
- 2 oktober - Øivind Dahl, Norge vinner herrklassen och Grete Waitz, Norge vinner damklassen vid Lidingöloppet[7]
- 23 oktober - Ron Dixon, Nya Zeeland vinner herrklassen i New York City Marathon medan Grete Waitz, Norge vinner damklassen.[7]
- 31 december - João da Mata, Brasilien vinner herrklassen och Rosa Mota, Portugal vinner damklassen vid Sylvesterloppet i São Paulo.[19]
- Greg Meyer, USA vinner herrklassen vid Boston Marathon.[20] medan Joan Benoit, USA vinner damklassen.[21]

### Golf
- 22-26 juni - Amatör-Europamästerskapen avgörs i Waterloo.[7]

#### Herrar
- 3 juli - Sam Torrance, Storbritannien vinner SEO på Ullnabanan.[7]
- The Masters - Severiano Ballesteros, Spanien
- US Open - Larry Nelson, USA
- 14-17 juli - Tom Watson, USA vinner British Open på Royal Burkdale i Southport.[7]
- USPGA Championship - Hal Sutton, USA
- Mest vunna vinstpengar på PGA-touren:  Hal Sutton, USA med $426 668
- Mest vunna vinstpengar på Champions Tour (Senior-touren): Don January, USA med $237 571
- Ryder Cup: USA besegrar Europa med 14½ - 13½

#### Damer
- 11 september - Charlotte Montgomery, Sverige vinner Portland Ping Open.[7]
- Kraft Nabisco Championship - Amy Alcott, USA
- LPGA Championship - Patty Sheehan, USA
- US Womens Open - Jan Stephenson, Australien
- Du Maurier Classic - Hollis Stacy, USA
- Mest vunna vinstpengar på LPGA-touren: JoAnne Carner, USA med $291 404

### Gymnastik
- 11-13 november - Världsmästerskapen i gymnastique modern genomförs i Strasbourg.[7]

### Handboll
- 27 mars - Stockholmspolisens IF blir svenska dammästare.[7]
- 13 april - IK Heim blir svenska herrmästare.[7]

### Hastighetsåkning på skridskor
- 29-30 januari - Hilbert van der Duim, Nederländerna blir herr-Europamästare i Haag före Yap Kramer, Nederländerna och Bjørn Nyland, Norge.[7]
- 12-13 februari - Rolf Falk-Larssen, Norge blir herrvärldsmästare i Oslo före Thomas Gustafsson, Sverige och Alexander Baranov, Sovjet.[7]
- 27 februari - Akira Kuroiwa, Japan blir sprintvärldsmästare på herrsidan i Helsingfors före Pavel Pjekov, Sovjet och Hilbert van der Duim, Nederländerna.[7]

### Hästsport

#### Trav
- 30 januari - Ideal du Gazeau med Eugène Lefvre som kusk vinner Prix d'Amérique i Paris.[7]
- 29 maj - Elitloppet avgörs på Solvalla travbana.[7]
- 24 juli - Världsmästerskapen avgörs på Roosevelt Raceway utanför New York.[7]
- 21 augusti - Svenska mästerskapen avgörs på Åbybanan.[7]
- 2 oktober - Svenskt travkriterium avgörs på Solvalla.[7]
- 11 december - Kuskvärldsmästerskapen avgörs i Macao.[7]

### Innebandy
- Mars - Första numret av tidningen Svensk innebandy utkommer.[22]
- 9 april - Svenska Innebandyförbundet väljs in som inofficiell sektion i Svenska Landhockeyförbundet för att kunna vara med i RF.[22]
- 10 april - Kolarbyns IBS blir i Mariestad svenska herrmästare.[22]
- 5 juni - Dalarnas Innebandyförbund bildas och blir Sveriges första distriktsförbund för innebandy.[22]
- 24 september - Svenska Innebandyförbundet ger ut sin första regelbok.[22]

### Ishockey
- 4 januari - Sovjet vinner juniorvärldsmästerskapet i Leningrad före Tjeckoslovakien och Kanada.[23]
- 24 mars - Djurgårdens IF blir svenska mästare efter slutspelsvinst över Färjestads BK med 3 matcher mot 2.[24]
- 30 april - Hongkong inträder i IIHF.[25]
- 2 maj - Sovjet blir i Västtyskland världsmästare för femte året i rad. Tjeckoslovakien tar silver, och Kanada brons.[26]
- 16 maj - Stanley Cup vinns av New York Islanders som besegrar Edmonton Oilers med 4 matcher mot 0 i slutspelet.[27]
- 28 augusti - CSKA Moskva, Sovjet vinner Europacupen i Tammerfors före HC Dukla Jihlava, Tjeckoslovakien och Tappara, Finland.[28]
- 1 september - Kina-Taipei inträder i IIHF.[29]
- 17 september - Rickard Fagerlund efterträder Arne Grunander som ordförande för Svenska Ishockeyförbundet.[30]
- 22 december - Sovjet vinner Izvestijaturneringen i Moskva före Tjeckoslovakien och Sverige.[31]

### Konståkning
- 5 februari - Europamästerskapen i Dortmund avslutas.[7]

- VM
  - Herrar – Scott Hamilton, USA
  - Damer – Rosalynn Sumners, USA
  - Paråkning – Jelena Valova & Oleg Vasiljev, Sovjetunionen
  - Isdans – Jayne Torvill & Christopher Dean, Storbritannien

### Motorsport

#### Formel 1
- 15 oktober - Världsmästare blir Nelson Piquet, Brasilien.

#### Motocross
- 21 augusti - Håkan Carlqvist blir vid tävlingar i Sint Anthonis världsmästare i motocross 500 cc.[7]
- 22 november - Håkan Carlqvist tilldelas Svenska Dagbladets guldmedalj.[7]

#### Rally
- 23 november - Hannu Mikkola, Finland vinner rally-VM.
- Stig Blomqvist och Björn Cederberg vinner RAC-rallyt.

#### Roadracing
- Peter Sköld, Sverige vinner EM i 500cc-klassen.

#### Sportvagnsracing
- 19 juni - Vern Schuppan, Al Holbert och Hurley Haywood vinner Le Mans 24-timmars[7] med en Porsche 956.
- Den tyska biltillverkaren Porsche vinner sportvagns-VM.

### Orientering
- 1-4 september - Världsmästerskapen avgörs i Zalaegerszeg.[32]
- 22 juli - Femdagarsloppet avslutas i skogarna runt Skillingaryd.[7]

### Schack
- 9 januari - Ulf Andersson, Sverige besegrar Michail Tal, Sovjet i Malmö.[7]
- 16 juli - Lars-Åke Schneider blir svensk mästare i Krlskrona.[7]

### Segling
- 10 januari - Världsmästerskapen i flying dutchman avslutas i Geelong.[7]
- 26 september - Australia II, Australien vinner America's Cup utanför Newport, Rhode Island som första icke-amerikanska båt, efter finalvinst mot Liberty, USA med 4-3.[7]

### Simning
- 8-10 april - Svenska kortbanemästerskapen avgörs i Järfälla.[7]
- 28-31 juli - Svenska långbanemästerskapen avgörs i Falun.[7]
- 27 augusti - Europamästerskapen avslutas i Rom.[7]

#### EM
- Vid EM i simning uppnådde svenska simmare följande resultat:
  - 100 m frisim, herrar – 1. Per Johansson
  - Lagkapp 4 x 100 m frisim, herrar – 2. Sverige

### Squash
- 15-16 oktober - Världsmästerskapen avgörs i Auckland.[7]

### Skidor, alpint

#### Herrar

##### Världscupen
- Totalsegrare: Phil Mahre, USA
- Slalom: Stig Strand, Sverige och Ingemar Stenmark, Sverige
- Storslalom: Phil Mahre, USA
- Störtlopp: Franz Klammer, Österrike

##### SM
- - Slalom vinns av Stig Strand, Groko Alpina SK, Luleå. Lagtävlingen vinns av Täby SLK.
  - Storslalom vinns av Johan Wallner, Filipstads SLK. Lagtävlingen vinns av Tärna IK Fjällvinden.
  - Störtlopp vinns av Niklas Henning, Åre SLK. Lagtävlingen vinns av Åre SLK.

#### Damer

##### Världscupen
- Totalsegrare: Tamara McKinney, USA
- Slalom: Erika Hess, Schweiz
- Storslalom: Tamara McKinney, USA
- Störtlopp: Doris De Agostini, Schweiz

##### SM
- - Slalom vinns av Monika Äijä, Gällivare SK. Lagtävlingen vinns av Östersund-Frösö SLK
  - Storslalom vinns av Inger Köhler, Gällivare SK. Lagtävlingen vinns av Östersund-Frösö SLK.
  - Störtlopp vinns av Gabriella Hamberg, IFK Borlänge. Lagtävlingen vinns av Östersund-Frösö SLK.

### Skidor, nordiska grenar
- 25-27 februari - Svenska skidspelen avgörs i Falun.[7]

#### Herrar
- 20 mars - Klaus Ostwald, Östtyskland blir världsmästare i skidflygning i Harrachov före Pavel Ploc, Tjeckoslovakien och Matti Nykänen, Finland.[7]
- 27 mars - Alexander Savjalov, Sovjet säkrar slutsegern i herrvärldscupen före Gunde Svan, Sverige och Bill Koch, USA vid deltävlingar i Labrador City.[7]

##### Världscupen
- 1 Aleksandr Savjalov, Sovjetunionen
- 2 Gunde Svan, Sverige
- 3 Bill Koch, USA

##### Övrigt
- 6 mars - Konrad Hallenbarter, Schweiz vinner Vasaloppet.[33] och blir först med att åka loppet under fyra timmar.

##### SM
- 15 km vinns av Thomas Wassberg, Åsarna IK. Lagtävlingen vinns av Åsarna IK.
- 30 km vinns av Jan Ottosson, Åsarna IK. Lagtävlingen vinns av Åsarna IK.
- 50 km vinns av Jan Ottosson, Åsarna IK. Lagtävlingen vinns av Åsarna IK.
- Stafett 3 x 10 km vinns av Åsarna IK med laget  Hans Persson, Jan Ottosson och Thomas Wassberg .

#### Damer

##### Världscupen
- 1 Marja-Liisa Hämäläinen, Finland
- 2 Brit Pettersen, Norge
- 3 Kvĕtoslava Jeriová, Tjeckoslovakien

##### SM
- 5 km vinns av Marie Risby, Ludvika FFI. Lagtävlingen vinns av IFK Lidingö.
- 10 km vinns av Marie Risby, Ludvika FFI. Lagtävlingen vinns av IFK Lidingö.
- 20 km vinns av Marie Risby, Ludvika FFI. Lagtävlingen vinns av IFK Lidingö *Stafett 3 x 5 km vinns av IFK Lidingö med laget  Lena Carlzon-Lundbäck, Helena Blomquist och Annika Dahlman .

### Skidskytte

#### Herrar

##### VM
- Sprint 10 km
  - 1 Eirik Kvalfoss, Norge
  - 2 Peter Angerer, Västtyskland
  - 3 Alfred Eder, Österrike
- Distans 20 km
  - 1 Frank Ullrich, DDR
  - 2 Frank-Peter Roetsch, DDR
  - 3 Peter Angerer, Västtyskland
- Stafett 4 x 7,5 km
  - 1 Sovjetunionen – Algimantas Sjalna, Jurij Kasjkarov, Petr Miloradov & Sergej Bulygin
  - 2 DDR – Frank Ullrich, Mathias Jung, Mathias Jacob & Frank-Peter Roetsch
  - 3 Norge – Kjell Søbak, Eirik Kvalfoss, Odd Lirhus & Øyvind Nerhagen

##### Världscupen
- 1 Peter Angerer, Västtyskland
- 2 Eirik Kvalfoss, Norge
- 3 Frank Ullrich, DDR

#### Damer

##### Världscupen
- 1 Gry Østvik, Norge
- 2 Siv Bråten, Norge
- 3 Aino Kallunki, Finland

### Tennis

#### Herrar
- 3 april -  Mats Wilander, Sverige vinner Monte Carlo Open genom att finalslå Mel Purcell, USA med 3-0 i set. Med turneringen avslutar Björn Borg, Sverige sin karriär.[7]
- 17 juli -  Mats Wilander, Sverige vinner Swedish Open genom att finalslå Anders Järryd, Sverige med 2-0 i set.[7]
- Tennisens Grand Slam:
  - 5 juni - - Yannick Noah, Frankrike vinner Franska öppna genom att finalslå Mats Wilander, Sverige med 3-0 i set.[7]
  - 3 juli - John McEnroe, USA vinner Wimbledon genom att finalslå Chris Lewis, Nya Zeeland med 3-0 i set.[7]
  - 11 september - John McEnroe, USA vinner US Open genom att finalslå Ivan Lendl, Tjeckoslovakien med 3-1 i set i Flusing Meadows.[7]
  - 11 december - Mats Wilander, Sverige vinner Australiska öppna då han finalslår Ivan Lendl, Tjeckoslovakien med 3-0.[7]
- 7 november - Mats Wilander, Sverige vinner Stockholm Open genom att finalslå Tomáš Šmíd, Tjeckoslovakien med 2-0 i set.[7]
- 28 december - Davis Cup: Australien finalbesegrar Sverige med 3-2 i Melbourne.[34]

#### Damer
- Tennisens Grand Slam:
  - Franska öppna - Chris Evert Lloyd, USA
  - Wimbledon - Martina Navratilova, USA
  - US Open - Martina Navratilova, USA
  - Australiska öppna - Martina Navratilova, USA
- 24 juli - Tjeckoslovakien vinner Federation Cup genom att finalbesegra Västtyskland med 2-1 i Zürich.[35]

### Tyngdlyftning
- 30 oktober - Världsmästerskapen avslutas i Moskva.[7]

#### Styrkelyft
- 10-13 november - Världsmästerskapen genomförs i Göteborg.[7]

### Vattenskidåkning
- 27-28 augusti - Världsmästerskapen avgörs i Göteborg.[7]

### Volleyboll
- 25 september - I Östtyskland avgörs Europamästerskapen i volleyboll för både herrar och damer. Sovjet vinner herrturneringen i Berlin före Polen och Bulgarien.[36], medan Östtyskland vinner damturneringen i Rostock före Sovjet och Ungern.[37]

## Evenemang
- VM i bowling anordnas i Caracas i Venezuela
- VM i curling för damer anordnas i Moose Jaw i Saskatchewan i Kanada
- VM i curling för herrar anordnas i Regina i Saskatchewan i Kanada
- VM på cykel anordnas i Altenrhein i Schweiz
- VM i friidrott arrangeras i Helsingfors i Finland.
- VM i ishockey arrangeras i Düsseldorf, Dortmund och München i Västtyskland
- VM i konståkning genomförs i Helsingfors i Finland
- VM i skidskytte genomförs i Antholz i Italien
- EM i simning anordnas i Rom i Italien

## Födda
- 11 januari – André Myhrer, svensk alpin skidåkare.
- 17 januari – Jevgenij Dementjev, rysk längdåkare.
- 2 februari
  - Carolina Klüft, svensk friidrottare, sjukamp.
  - Christian Klien, österrikisk racerförare.
- 16 februari - Tuomo Ruutu, finländsk ishockeyspelare.
- 10 mars - Jelena Bovina, rysk tennisspelare.
- 13 mars – Kaitlin Sandeno, amerikansk simmare.
- 12 april - Jelena Dokic, serbisk tennisspelare.
- 15 april - Ilja Kovaltjuk, rysk ishockeyspelare.
- 18 april - Ida-Theres Karlsson, svensk brottare.
- 22 april - Daniel Sjölund, finländsk fotbollsspelare
- 23 april - Daniela Hantuchová, slovakisk tennisspelare.
- 29 april - Hedvig Lindahl, svensk fotbollsspelare, målvakt
- 2 maj
  - Tina Maze, slovensk alpin skidåkare.
  - Dani Sordo, spansk rallyförare.
- 2 juni - Fredrik Stenman, svensk fotbollsspelare.
- 8 juni – Kim Clijsters, belgisk tennisspelare.
- 13 juli – Liu Xiang, kinesisk friidrottare.
- 23 juli
  - Josefine Öqvist, svensk fotbollsspelare.
  - Aaron Peirsol, amerikansk simmare.
- 22 augusti – Theo Bos, nederländsk tävlingscyklist.
- 6 november – Nicole Hosp, österrikisk alpin skidåkare.
- 7 november – Patrick Thoresen, norsk ishockeyspelare.
- 16 november – Kari Lehtonen, finländsk ishockeyspelare, målvakt.
- 18 december – Alessandro Pier Guidi, italiensk racerförare.

## Avlidna
- 20 januari – Garrincha, 49, brasiliansk fotbollsspelare.[7]
- 22 mars – Olle Möller, 77, svensk löpare.[7]
- 1 april – Bo Ekelund, 88, svensk idrottsledare.[7]
- 23 april – Buster Crabbe, 75, amerikansk simmare, "Tarzan".[7]
- 31 maj – Jack Dempsey, 87, amerikansk boxningsvärldsmästare i tungvikt.[7]
- 27 juni – Sture Fåglum, 40, svensk tävlingscyklist.[7]
- 17 juli – Erik Börjesson, 96, svensk fotbollsspelare.
- 8 september – Antonin Magne, 79, fransk tävlingscyklist.

### Fotnoter
1. ↑  ”World Championships 1982/83” (på engelska). Bandysidan. http://www.bandysidan.nu/event.php?EVID=73. Läst 20 augusti 2011.
2. ↑  Erik Jonsson (19 mars 1983). ”1980–1989”. Svenska Bandyförbundet. Arkiverad från originalet den 17 mars 2020. https://web.archive.org/web/20200317214724/https://www.svenskbandy.se/BANDYFINALEN/HISTORIK/Svenskamastare/Damer/1980-1989. Läst 18 mars 2020.
3. ↑  Erik Jonsson (20 mars 1983). ”1980–1989”. Svenska Bandyförbundet. https://www.svenskbandy.se/BANDYFINALEN/HISTORIK/Svenskamastare/Herrar/1980-1989/. Läst 18 mars 2020.
4. ↑  Jimmy Andersson. ”Slutspelet 1982/83”. Jimbo Bandy. Arkiverad från originalet den 25 maj 2012. https://archive.is/20120525064128/http://www.jimbobandy.nu/80-tal/83_slut.html. Läst 20 augusti 2011.
5. ↑  ”FIB History” (på engelska). International Bandy Federation. https://www.worldbandy.com/about-fib/. Läst 20 augusti 2011.
6. ↑  ”1983 World Series” (på engelska). Baseball-Reference.com. http://www.baseball-reference.com/postseason/1983_WS.shtml. Läst 10 juli 2015.
7. 1 2 3 4 5 6 7 8 9 10 11 12 13 14 15 16 17 18 19 20 21 22 23 24 25 26 27 28 29 30 31 32 33 34 35 36 37 38 39 40 41 42 43 44 45 46 47 48 49 50 51 52 53 54 55 56 57 58 59 60 61 62 63 64 65 66 67 68 69 70 71 72 73 74 75 76   Horisont 1983. Bertmarks
8. ↑  ”Basketball Reference”. http://www.basketball-reference.com/leagues/NBA_1983_games.html. Läst 25 augusti 2011.
9. ↑  ”Sport Statistics”. Arkiverad från originalet den 18 juni 2011. https://web.archive.org/web/20110618003747/http://www.todor66.com/basketball/Europe/Men_1983.html. Läst 24 augusti 2011.
10. ↑  ”Sport Statistics”. Arkiverad från originalet den 3 juli 2015. https://web.archive.org/web/20150703203804/http://todor66.com/basketball/World/Women_1983.html. Läst 24 augusti 2011.
11. ↑  ”Sport Statistics”. http://todor66.com/basketball/Europe/Women_1983.html. Läst 24 augusti 2011.
12. ↑    Tävlingsarkiv, Bordshockeytävlingar /bordshockey.net (läst 10 juni 2025)
13. 1 2 3  ”European Competitions 1982-83” (på engelska). RSSSF. http://www.rsssf.com/ec/ec198283.html. Läst 16 augusti 2011.
14. ↑  ”England FA Challenge Cup 1982-1983” (på engelska). RSSSF. http://www.rsssf.com/tablese/engcup1983.html. Läst 19 augusti 2012.
15. ↑  Jimmy Lindahl (13 juni 2005). ”Svenska cupen – finalmatcher”. Bolletinen. http://www.bolletinen.se/sfs/pdf/stat_h_allsvens_1941_2005_stat_herr_cupen_finalmatcher.pdf. Läst 21 augusti 2012.
16. ↑  Jimmy Lindahl (13 juni 2005). ”Svenska cupen för damer”. Bolletinen. http://www.bolletinen.se/sfs/pdf/stat_d_lanslag_19981_2005_sv_cup_damer.pdf. Läst 21 augusti 2012.
17. ↑  ”1983”. Hammarby IF:s historia. http://hifhistoria.se/Historia/1981.html. Läst 21 augusti 2012.
18. ↑  ”Copa América 1983” (på engelska). RSSSF. http://www.rsssf.com/tables/83safull.html. Läst 16 augusti 2011.
19. ↑  ”1980” (på portugisiska). Sylvesterloppet. Arkiverad från originalet den 25 februari 2014. https://web.archive.org/web/20140225133111/http://www.saosilvestre.com.br/1980/item/1980. Läst 19 augusti 2012.
20. ↑  ”Boston Marathon”. Arkiverad från originalet den 27 april 2015. https://web.archive.org/web/20150427035419/http://www.baa.org/races/boston-marathon/boston-marathon-history/past-champions/past-mens-open-champions.aspx. Läst 9 april 2011.
21. ↑  ”Boston Marathon”. Arkiverad från originalet den 7 mars 2012. https://web.archive.org/web/20120307073943/http://www.baa.org/races/boston-marathon/boston-marathon-history/past-champions/past-womens-open-champions.aspx. Läst 9 april 2011.
22. 1 2 3 4 5  ”Datum i innebandyhistorien”. Svenska Innebandyförbundet. Arkiverad från originalet den 15 maj 2021. https://web.archive.org/web/20210515132333/https://epiadmin.innebandy.se/sv/StatistikHistorik/Datum-i-innebandyhistorien/. Läst 22 augusti 2011.
23. ↑  ”Championnat du monde 1983 des moins de 20 ans” (på franska). Hockey Archives. 4 januari. https://www.hockeyarchives.info/U-20_1983.htm. Läst 9 september 2012.
24. ↑  ”Championnat de Suède 1982/83” (på franska). Hockey Archives. 24 mars 1983. https://www.hockeyarchives.info/Suede1983.htm. Läst 15 augusti 2011.
25. ↑  ”Hong Kong” (på engelska). International Ice Hockey Federation. 30 april 1983. https://www.iihf.com/en/associations/348/hong-kong. Läst 21 augusti 2011.
26. ↑  ”Championnats du monde 1983” (på franska). Hockey Archives. 2 maj 1983. https://www.hockeyarchives.info/mondial1983.htm. Läst 15 augusti 2011.
27. ↑  ”NHL 1982/83” (på franska). Hockey Archives. https://www.hockeyarchives.info/NHL1983.htm. Läst 23 mars 2020.
28. ↑  ”Coupe d'Europe 1983/84” (på franska). Hockey Archives. 28 augusti 1983. https://www.hockeyarchives.info/Europe1983.htm. Läst 9 september 2012.
29. ↑  ”Chinese Taipei” (på engelska). International Ice Hockey Federation. 1 september 1983. https://www.iihf.com/en/associations/335/chinese-taipei. Läst 21 augusti 2011.
30. ↑  ”Presentation av Anders Larsson ny ordförande för Svenska Ishockeyförbundet”. Svenska Ishockeyförbundet. 17 juni 2015. https://www.swehockey.se/Nyheter/nyheterfransvenskaishockeyforbundet/2015/Juni2015/PresentationavAndersLarssonnyordforandeforSvenskaIshockeyforbundet. Läst 16 mars 2020.
31. ↑  ”Matches internationaux 1983/84” (på franska). Hockey Archives. 22 december 1983. https://www.hockeyarchives.info/inter1984.htm. Läst 20 augusti 2012.
32. ↑  ”World Orienteering Championships 1983” (på engelska). http://orienteering.org/events/?event_id=25. Läst 20 augusti 2012.
33. ↑  ”Historiska segrare”. Vasaloppet. Arkiverad från originalet den 22 mars 2020. https://web.archive.org/web/20200322121012/https://www.vasaloppet.se/wp-content/uploads/sites/1/2019/09/historiska_segrare_vasaloppet_sve_2019-09-18.pdf. Läst 5 september 2011.
34. ↑  ”Davis Cup”. http://www.daviscup.com/en/results/tie/details.aspx?tieId=10000700. Läst 20 augusti 2011.
35. ↑  ”Fed Cup”. Arkiverad från originalet den 24 mars 2012. https://web.archive.org/web/20120324123126/http://www.fedcup.com/en/results/tie/details.aspx?tieId=20004149. Läst 21 augusti 2011.
36. ↑  ”Sport Statistics”. Arkiverad från originalet den 24 mars 2012. https://web.archive.org/web/20120324231645/http://todor66.com/volleyball/Europe/Men_1981.html. Läst 24 augusti 2011.
37. ↑  ”Sport Statistics”. Arkiverad från originalet den 1 mars 2011. https://web.archive.org/web/20110301110906/http://todor66.com/volleyball/Europe/Women_1981.html. Läst 24 augusti 2011.